# 龙华区 (深圳市)
龙华區是中华人民共和国广东省深圳市下辖的一個市轄區，位於深圳地理中心和城市發展中軸，毗鄰“六區一市”，龍華區是深圳客家人的聚居地之一、人文底藴深厚，客家文化、紅色文化、時尚文化交匯，擁有白石龍中國文化名人大營救舊址，區人民政府駐廣場沿河路1號。

## 地理
龍華區位於深圳市中北部，東與龍崗區平湖街道、坂田街道相鄰，南與福田區、南山區、罗湖区相鄰，西與寶安區石岩街道、光明区相鄰，北與東莞市塘廈鎮相鄰。
| 深圳市行政区划图                                                                     |
| ------------------------------------------------------------------------------------ |
| 罗湖区 福田区 南山区 宝安区 龙岗区 盐田区 坪山区 龙华区 光明区 大鹏新区 （属龙岗区） |

## 历史
“龍華”一名源於龍華墟，因早期移民建龍勝堂並於此建墟，取日漸繁華之意。
2011年12月30日，由寶安區劃出并挂牌成立龍華新區，管委会驻觀澜街道广场沿河路。
2015年4月28日，原观澜街道一拆为三，新设观澜、观湖、福城三个街道。
2016年10月11日，国务院批复同意设立龙华区，管辖观湖、观澜、龙华、福城、民治、大浪6个街道。2017年1月7日，龙华区正式挂牌成立。

## 行政区划
下辖观澜、龙华、大浪、民治、福城、观湖6街道，基层设有69个社区工作站和113个社区居民委员会。

## 人口
截至2023年末，龙华区户籍人口约68万人，常住人口约252萬人。

## 功能組團

### 住宅區
因為龍華區的民治街道相對其他街道，最為接近福田區、羅湖區等商業中心。不少在原深圳經濟特區內工作的人，選擇居於民治，使民治發展成一個以住宅為主的區域。

### 商業區

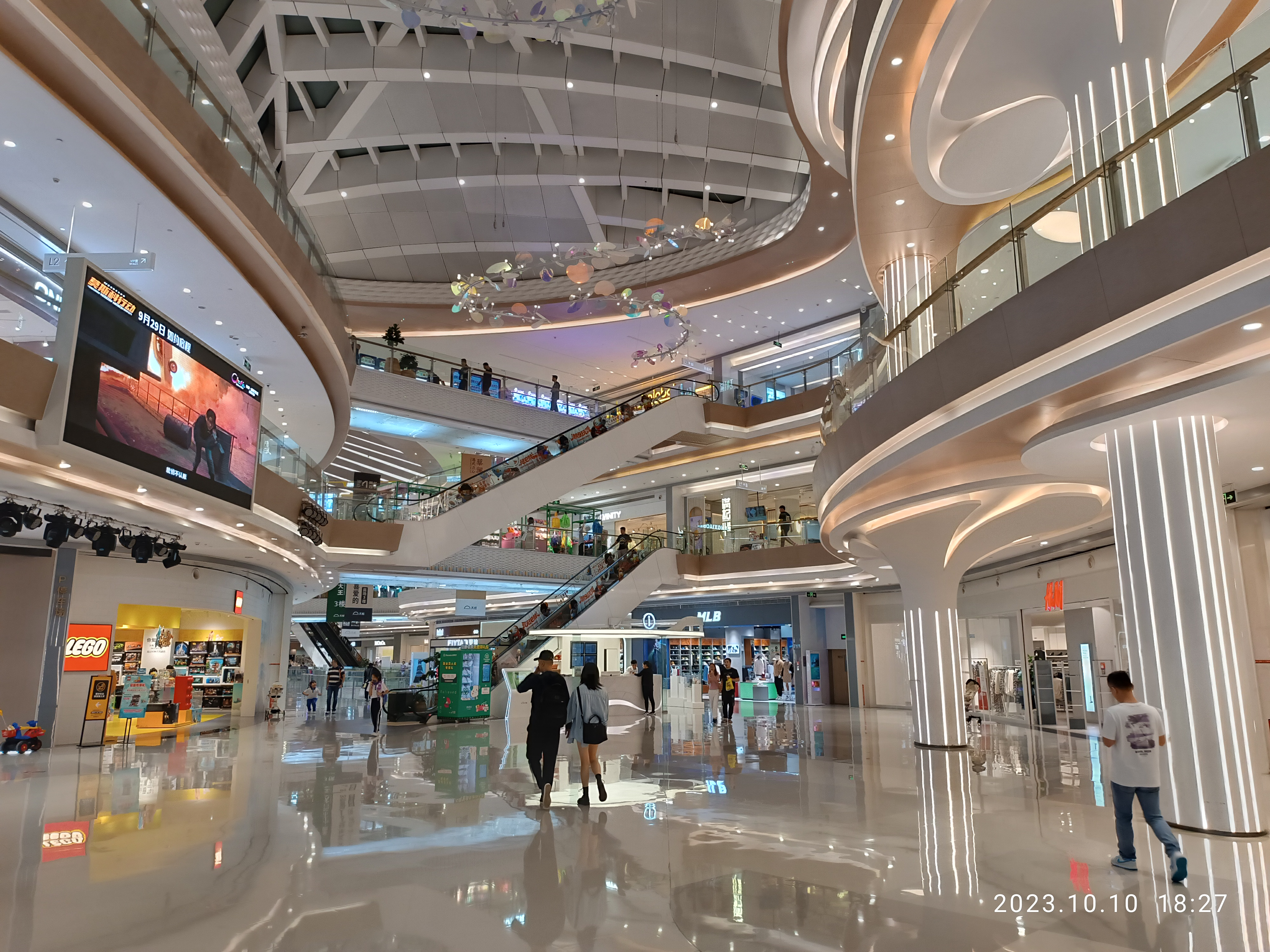
龍華天虹購物中心

龍華區的商業區主要遍佈于深圳地鐵4號線沿途各站：民樂站的上河坊購物樂園、白石龍站的星河COCO City、深圳北站的繽果空間、紅山站的龍華天虹購物中心、紅山6979、茜坑站的福城天虹購物中心、觀瀾站的百佳華領域廣場、觀瀾湖站的觀瀾湖MH Mall等。

### 旅遊區

#### 羊台山
羊台山位於龍華區大浪街道、寶安區石岩街道、南山區桃源街道之間，於2004年「羊台疊翠」被評為深圳八景之一。主峰海拔581.7米 ，為深圳市西部的最高點。

## 交通

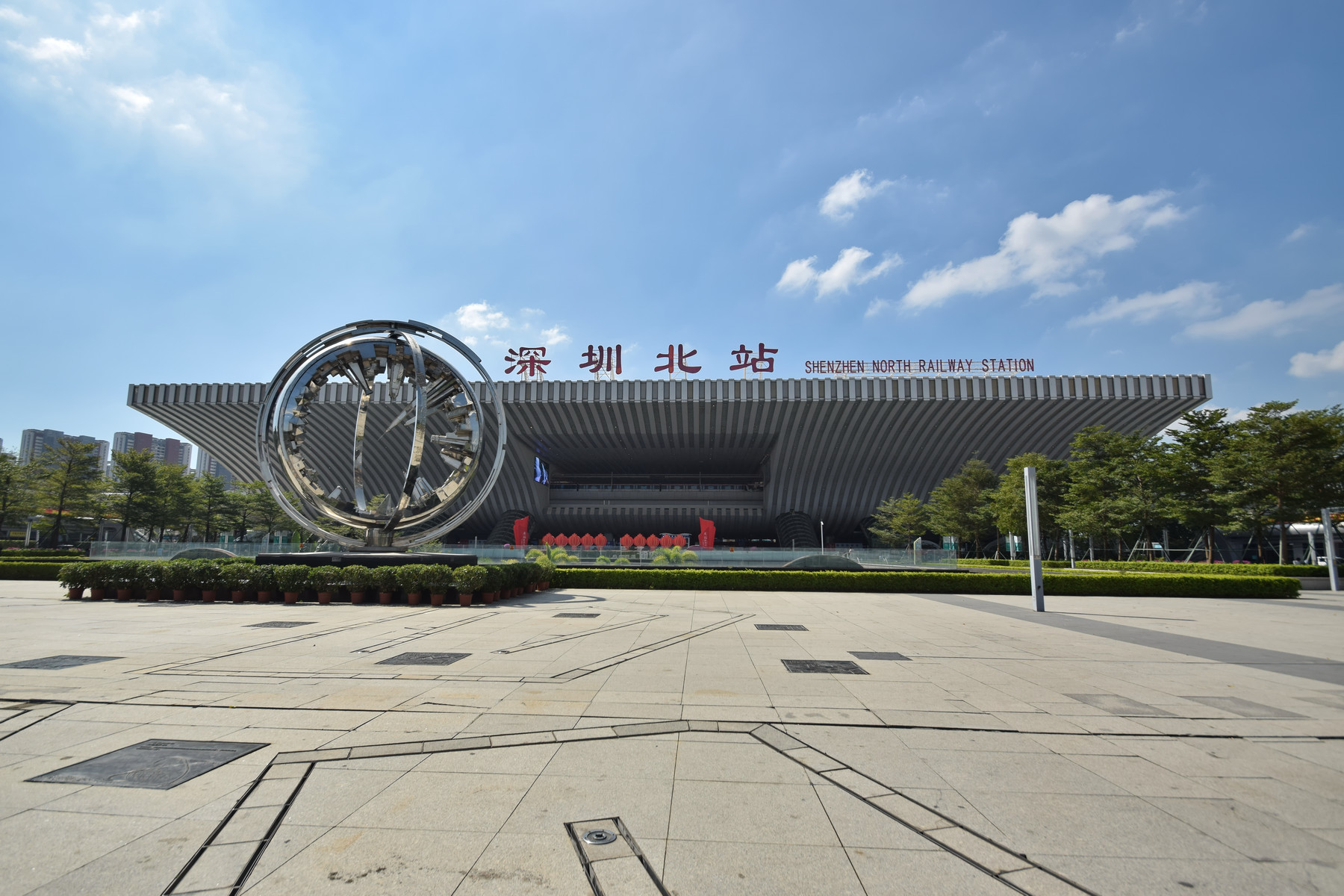
深圳北站

### 主要交通干道
- 梅观高速
- 机荷高速
- 福龙路
- 布龙路
- 龙华大道
- 新区大道
- 觀瀾大道
- 龙瀾大道
- 觀平路
- 觀光路
- 明浪路

### 鐵路
深圳地铁█4号线、█5号线、█6号线、深圳有轨电车、廣深港高速鐵路、厦深铁路、深茂铁路经过龙华区，其中:
█4号线的車站有民樂站、白石龍站、深圳北站、紅山站、上塘站、龍勝站、龍華站、清湖站、清湖北站、竹村站、茜坑站、长湖站、观澜站、松元厦站、观澜湖站、牛湖站
█5号线的車站有民治站、深圳北站
█6号线的车站有梅林关站、深圳北站、红山站、上芬站、元芬站、阳台山东站
深圳有轨电车的全部车站
 廣深港高速鐵路、厦深铁路、深茂铁路也在龙华區設有深圳北站。